# Gagnamagnið
Gagnamagnið (vanaf 2020 Daði  og Gagnamagnið) is een IJslandse gelegenheidsband rond singer-songwriter Daði Freyr. De band bestaat uit zes personen en bestaat enkel binnen de context van het Eurovisiesongfestival. 
De groep werd verzameld rond zanger en muzikant Daði Freyr. Deze treedt normaal gesproken op met twee andere muzikanten. Voor zijn individuele deelname aan het songfestival verzamelde hij voor zijn act drie vrienden en twee familieleden (zijn vrouw en zijn zus). Dit deed hij voor de podiumuitstraling, aangezien er volgens regels van het evenement zes mensen op het podium mogen staan. De groep noemden ze Gagnamagnið. Met bevreemdende danspasjes en een nerdy uitstraling is de act te omschrijven als camp.
De band deed mee aan de IJslandse voorronde van het songfestival van 2017, maar wist niet te winnen. Een tweede poging in 2020 was echter wél succesvol. Ze zouden IJsland vertegenwoordigen op het Eurovisie Songfestival in 2020 te Rotterdam met het liedje "Think about things". Deze editie van het songfestival werd echter geannuleerd door de verspreiding van het coronavirus. In 2021 deden ze alsnog mee in Rotterdam namens IJsland met het nummer "10 years". Het liedje gaat over de relatie tussen de zanger en zijn vrouw Árný, die eveneens in de band zit. IJsland eindigde in de finale op nummer 4.

## Geschiedenis
Gagnamagnið (letterlijk: datahoeveelheid) werd in 2017 opgericht door Daði Freyr Pétursson, samen met zijn zus Sigrún Birna Pétursdóttir en echtgenote Árný Fjóla Ásmundsdóttir. De groep nam deel aan Söngvakeppnin, de IJslandse preselectie voor het Eurovisiesongfestival. Met Is this love eindigde het als tweede. Drie jaar later nam de band wederom deel aan Söngvakeppnin. Met het nummer Think About Things wisten ze ditmaal met de zegepalm aan de haal te gaan, waardoor ze hun vaderland zouden zouden mogen vertegenwoordigen op het Eurovisiesongfestival 2020 in Rotterdam, Nederland. Het festival werd evenwel geannuleerd. Enkele maanden later selecteerde de IJslandse openbare omroep Ríkisútvarpið Daði & Gagnamagnið intern voor deelname aan het Eurovisiesongfestival 2021 met het lied 10 Years. Twee dagen voor de tweede halve finale, waarin IJsland zou aantreden, werd een van de bandleden positief getest op SARS-CoV-2. Live optreden was daardoor niet mogelijk. Als alternatief werd de opname van de tweede repetitie in de zaal vertoond. Dat bleek meer dan genoeg voor een finaleplaats, waar ze vierde werden in de einduitslag.